# 占卡县
占卡县是柬埔寨茶胶省下辖的一个县。柬埔寨华人称其为三局县。
据1998年人口普查，此县共有144,032人。